# Subjective Units of Disturbance
Subjective Units of Disturbance (SUD) of subjective units of distress zijn eenheden voor het kwantificeren van de intensiteit van een emotionele reactie.
Subjective Units of Disturbance is een schaalverdeling die een hulpmiddel bij therapie en onderzoek vormt. Het is een elfpuntenschaal (van 0 tot 10). Soms wordt bij wetenschappelijk onderzoek een tienpuntenschaal (van 1 tot 10) gebruikt. Op de SUD-schaal worden emoties weergegeven met een cijfer van nul tot tien, waarbij nul staat voor geen emotie en tien voor maximale emotie. 
Deze schaal is ontwikkeld door Joseph Wolpe in 1969. Oorspronkelijk was het een schaal van nul tot honderd.
Deze schaal wordt gebruikt bij gedragstherapie, eye movement desensitization and reprocessing, emotional freedom techniques, en bij onderzoek naar trauma en fobie.
Het verschil tussen voor- en nameting helpt bij het beoordelen of een behandeling vruchten afwerpt. Een SUD-score wordt genomen voor de behandeling of behandelserie, en weer na de behandeling of behandelserie. Ook worden SUD-scores genomen voor en na deelbehandelingen, om te verifiëren of de behandeling vordert.
Vergelijk Validity of cognition die ook gebruikt wordt in eye movement desensitization and reprocessing om de waarheid van positieve cognitie te meten.